# Aureli Cota
Els Aureli Cota (llatí: Aurelii Cotta) foren una branca de la gens Aurèlia que portà el cognom Cota (llatí: Cotta).
Entre els membres més rellevants de la família destaquen:
- Gai Aureli Cota, cònsol el 252 aC i 248 aC.
- Marc Aureli Cota, magistrat romà i membre de l'ambaixada enviada el 202 aC a Filip V de Macedònia.
- Gai Aureli Cota, cònsol el 200 aC.
- Marc Aureli Cota, llegat de Luci Corneli Escipió el 189 aC en la guerra contra Antíoc el Gran.
- Luci Aureli Cota, tribú militar en la guerra contra els lígurs el 181 aC.
- Luci Aureli Cota, cònsol el 144 aC.
  - Luci Aureli Cota, cònsol el 119 aC.
  - Marc Aureli Cota, triumvir monetalis el 119 aC.
    - Gai Aureli Cota, cònsol el 75 aC.
    - Marc Aureli Cota, cònsol el 74 aC.
    - Luci Aureli Cota, cònsol el 65 aC.
    - Aurèlia Cota, mare de Juli Cèsar.
- Luci Aureli Cota, tribú de la plebs el 95 aC.
- Marc Aureli Cota Messal·lí, fill de l'orador Messal·la i adoptat per un Aureli Cota.